# Destructor de transporte

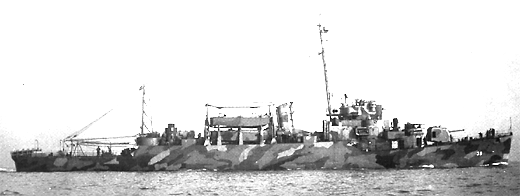
El USS Barr (APD-39) (ex-DE-576) convertido en buque de transporte.

Los destructores de transporte o transportes de alta velocidad eran destructores y destructores de escolta reconvertidos utilizados para apoyar las operaciones anfibias de la Marina de los Estados Unidos en la Segunda Guerra Mundial y en futuros conflictos. Recibieron el símbolo de clasificación de casco de los Estados Unidos APD; "AP" para el transporte y "D" para el destructor.
Los APDs tenían el objetivo de entregar unidades pequeñas como los Marine Raiders, el Equipo de Demolición Submarina y los Rangers del Ejército de los Estados Unidos en costas hostiles. Podían llevar hasta una unidad de tamaño de compañía (200 tropas). También podrían proporcionar apoyo de armas de fuego si era necesario. El USS Manley fue designado oficialmente el primer transporte de alta velocidad de la Marina el 2 de agosto de 1940 cuando se convirtió en el APD-1.